# Georges rétrécit
Georges rétrécit (George Shrinks) est une série télévisée d'animation canadienne en quarante épisodes de 26 minutes, d'après les livres pour enfants de William Joyce. Produite par Nelvana, elle a diffusé aux États-Unis entre le 9 septembre 2000 et le 23 janvier 2003 sur le réseau PBS dans le bloc Bookworm Bunch, et au Canada sur TVOntario.
Au Québec, la série a été diffusée entre le 23 septembre 2001 et le 13 avril 2003 sur Télé-Québec et en France, à partir du 8 avril 2006 sur Piwi+. Elle a été rediffusée à partir du 3 septembre 2012 sur France 5 dans Zouzous.

## Synopsis
Bien qu'ayant des parents de taille normale, Georges est un petit garçon « miniature ». Au quotidien, il rencontre, bien sûr, des difficultés mais sa petite taille lui apporte aussi beaucoup d'avantages…

## Distribution

### Voix originales
- Tracey Moore : George
- Robbi Jay Thuet : Harold
- Bryn McAuley : Becky
- Kathleen Laskey : la mère
- Paul O'Sullivan : le père

### Voix françaises
- Cécile Florin : Georges
- Véronique Fyon : Babette
- Franck Daquin : le père
- Nathalie Hons : la mère

- Version française
  - Studio de doublage : Made in Europe 
  - Direction artistique : Cécile Florin
  - Adaptation : Aziza Hellal

## Épisodes

### Première saison (2000)
1. Bon anniversaire papa (If It Ain't Broke)
2. Une nouvelle amie (Can We Keep Him?)
3. Les Aventuriers de l'espace (Close Encounters of the Bird Kind)
4. Un travail d'équipe (Ants in the Pantry)
5. Safari dans le jardin (Round Up the Usual Insects)
6. De pire en pire (From Bad to Worse)
7. Le Trésor perdu (Sunken Treasures)
8. Vive le vent (Snowman's Land)
9. Les Aventures de Zig-Zag (Zoopercar Caper)
10. Voyage dans les profondeurs (Down the Drain)
11. Une journée à la plage (A Day at the Beach)
12. King Kongo (King Kongo)
13. Les Extra-Terrestres (George vs. the Space Invaders)

### Deuxième saison (2001)
1. Le Fantôme du manoir (The Ghost of Shrinks Manor)
2. Voyage au centre du jardin (Journey to the Centre of the Garden)
3. Miss Daisy (Dog-Sitting Miss Daisy)
4. Retour à l'expéditeur (Return to Sender)
5. Les choses ne changent pas (The More Things Change)
6. Georges fait une scène (The George-Lo-Phone)
7. La Descente du bayou (Down on the Bayou)
8. Le Travail de science (Tankful of Trouble)
9. À l'intérieur du clocher (All Along the Clock Tower)
10. Le Retour des envahisseurs de l'espace (Return of the Space Invaders)
11. La Tempête de neige (Small of the Wild)
12. Le Démon de la vitesse (Speed Shrinks)
13. Drôle de toilettage (Hound of the Bath-ervilles)

### Troisième saison (2003)
1. Le Grand hôtel (On the Road)
2. Une étoile est rétrécie (A Star is Shrunk)
3. Rêve de grandeur (George Unshrinks)
4. Le Monstre farceur (Monster Mash)
5. Opération sauvetage (In the Duck Soup)
6. Plongeon surprise (Friends and Anemones)
7. Entraîneur Georges (Coach Shrinks)
8. L'Aventure des papillons (Migrate-est Adventure)
9. Tout nouveau, pas si beau (George's Apprentice)
10. Cirque à domicile (If I Ran the Circus)
11. Babeth au pays des merveilles (Becky in Wonderland)
12. Le Spectacle des marionnettes (Toy George)
13. Ting Ting le lézard (The Lost World of George Shrinks)
14. Le Bric à brac (Lost and Found Art)